# Langsur (Ortsbezirk)
Langsur (luxemburgisch Laser) ist der größte und der namensgebende Ortsbezirk der Ortsgemeinde Langsur in der Verbandsgemeinde Trier-Land im Landkreis Trier-Saarburg von Rheinland-Pfalz.

## Geographie
Der Ortsbezirk liegt an der Sauer, dem Grenzfluss zum Großherzogtum Luxemburg, die bei Wasserbillig in die Mosel mündet.
Zum Ortsbezirk Langsur gehört auch der Ortsteil Wasserbilligerbrück und die Wohnplätze Löwener Mühle und In der Kaul.
Nachbarorte sind der Langsurer Ortsteil Mesenich im Nordosten, der Ortsteil Liersberg der Ortsgemeinde Igel im Osten, Oberbillig im Süden auf der gegenüberliegenden Moselseite, sowie das luxemburgische Wasserbillig auf der anderen Seite der Sauer.

## Geschichte
Anfang 2014 wurde Langsur ein Ortsbezirk und erhielt ein eigenes politisches Gremium.
Zur Geschichte des Ortes siehe Ortsgemeinde „Langsur“.

## Politik

### Ortsbezirk
Langsur ist gemäß Hauptsatzung einer von vier Ortsbezirken der Ortsgemeinde Langsur. Der Ortsbezirk umfasst das Gebiet der ursprünglichen Gemeinde vor der Eingemeindung von Grewenich, Mesenich und Metzdorf am 16. März 1974. Die Interessen des Ortsbezirks werden durch einen Ortsbeirat und durch einen Ortsvorsteher vertreten.

### Ortsbeirat
Der Ortsbeirat besteht aus fünf Mitgliedern, die bei der Kommunalwahl am 9. Juni 2024 in einer personalisierten Verhältniswahl gewählt wurden, und dem ehrenamtlichen Ortsvorsteher als Vorsitzendem.
Die Sitzverteilung:
| Wahl | SPD | CDU | FWL (*) | Gesamt  |
| ---- | --- | --- | ------- | ------- |
| 2024 | –   | 2   | 3       | 5 Sitze |
| 2019 | 1   | 2   | 2       | 5 Sitze |
| 2014 | 1   | 1   | 3       | 5 Sitze |

### Ortsvorsteher
Alfons Werny (FWL) wurde am 29. August 2019 Ortsvorsteher von Langsur. Bei der Direktwahl am 26. Mai 2019 war er mit einem Stimmenanteil von 72,90 % für fünf Jahre gewählt worden. Bei der Direktwahl am 9. Juni 2024 trat er nicht erneut an. Die einzige Bewerberin erreichte nicht die Mehrheit der abgegebenen Stimmen. Für eine am 24. November angesetzte Wiederholungswahl wurde kein Wahlvorschlag eingereicht. Die Neuwahl obliegt daher dem Ortsbeirat.
Erster Ortsvorsteher von Langsur wurde 2014 Reinhold Thiel (FWL). Bei der Direktwahl hatte er sich mit 82,6 % gegen Rüdiger Fischer (CDU) durchgesetzt. Thiel wurde 2019 Ortsbürgermeister von Langsur.

## Kultur und Sehenswürdigkeiten

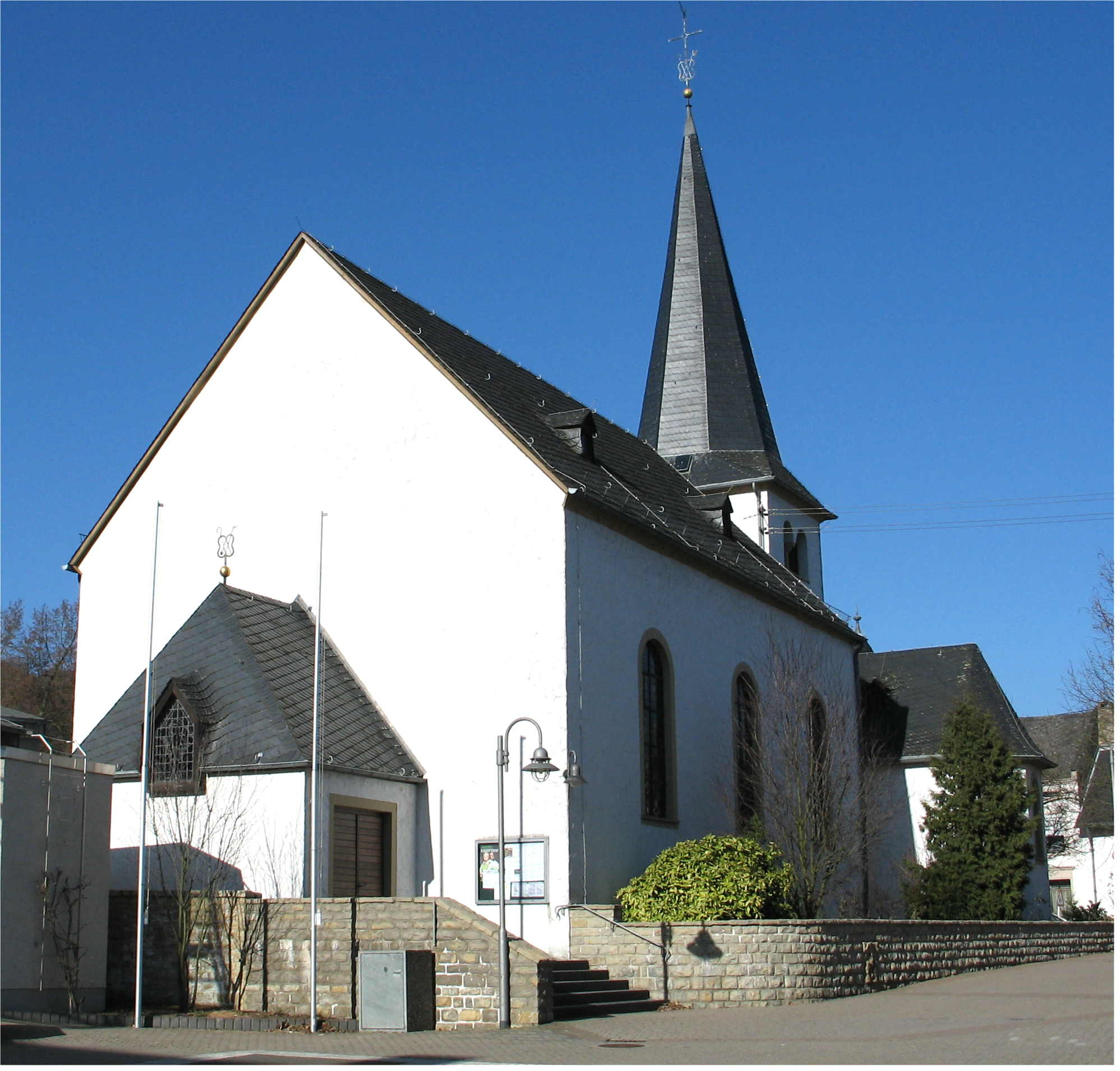
St. Katharina (2006)

In der Denkmalliste des Landes Rheinland-Pfalz (Stand: 2021) werden folgende Kulturdenkmäler genannt:
- Katholische Pfarrkirche St. Katharina, spätbarocker Saalbau (1780/81)
- Denkmalzone um Pfarrkirche, Pfarrhaus, Schule in der Wasserbilliger Straße
- verschiedene Gebäude aus dem 17. bis 20. Jahrhundert

## Wirtschaft und Infrastruktur
Entlang der Sauer verläuft die Bundesstraße 418, die zusammen mit der parallel zur Mosel verlaufenden Bundesstraße 49 in Wasserbilligerbrück an der luxemburgischen Grenze endet.
Weitere Details finden sich im Artikel „Langsur“.